# Белорусское Поозерье
Белорусское Поозерье (бел. Беларускае паазер'е) — озёрное плато на севере Беларуси, формирующее юго-восточную часть Балтийской гряды между средним течением реки Западная Двина и средней частью бассейна реки Неман. Бо́льшая часть поозерья расположена на территории Витебской области, небольшие части находятся на территории Минской и Гродненской областей.

## Территория Поозерья
Находится в пределах Витебской, на северо-востоке Гродненской и севере Минской областей. Южная граница проходит по линии Вильнюс — Молодечно — Бегомль — Холопеничи — Ореховск.

## Физико-географические районы Поозерья
Физико-географические районы (по В. А. Дементьеву): Нещердовская возвышенность, Полоцкая низина, Свенцянские гряды, Ушачско-Лепельская возвышенность, Чашникская равнина, Городокская возвышенность, Витебская возвышенность, Суражская низина, Лучосы низина, Верхнеберезинская низина, Нарочано-Вилейская низина.
К Белорусскому Поозерью относятся также отдельные территории провинций Восточной Прибалтики (Латгальская возвышенность и Браславская гряда).

## Рельеф
Белорусское Поозерье отличается разнообразным и молодым ледниковым рельефом. Крупнохолмистые моренные возвышенности с глубокими котловинами озёр чередуются с пологоволнистыми моренными и плоско-вогнутыми озёрно-ледниковыми равнинами. Широко развит комплекс ледниковых форм рельефа: область ледникового языка с ложбинами и разнообразными озёрами, озами, камами, друмлинами, область конечной морены с грядообразным холмистым рельефом, водно-ледниковые и озёрно-ледниковые низины.

## ТектоникаПоозерья
Белорусское Поозерье расположено на границе больших тектонических структур: северного склона Белорусской антеклизы в центре, Оршанской впадины на востоке и Латвийской седловины на севере и северо-западе. На кристаллическом фундаменте залегают осадочные породы протерозойского и палеозойского (ордовикского, силурийского и девонского) возраста, перекрытые большой (более 150 м) толщей четвертичных отложений березинской, днепровской, сожской и поозерской ледниковых эпох.
Белорусское Поозерье включает конечно-моренные гряды свенцянской и браславской фаз (стадий) поозерского оледенения и водно-ледниковые равнины периода отступания ледника.

## Полезные ископаемые
Полезные ископаемые: глины легкоплавкие, песчано-гравийный материал, строительные пески, доломит, торф, сапропель.

## Водные пространства Поозерья
Крупнейшая река Западная Двина с притоками Оболь, Полота, Дрисса (справа), Лучоса, Улла, Ушача, Дисна (слева). На западе река Вилия, на юге Березина, на северо-востоке начинается река Ловать. Около 3000 озёр, из них крупнейшие Нарочь, Освейское, Дривяты, Нещердо.

## Почвы
На Свенцянских и Браславской грядах, Лукомльской, Витебской и Городокской возвышенностях преобладают дерново-подзолистые суглинистые валунные, часто со смытым верхом почвы. На низинах — дерново-подзолистые супесчаные и песчаные, в некоторых местах дерново-подзолистые излишне увлажнённые и глёеватые тяжелосуглинистые. Дерново-болотные и торфяные почвы в древних озёрных котловинах, межгрядовых понижениях и долинах рек, аллювиальные — в долинах Березины, Вилии и др.

## Растительность
Белорусское Поозерье расположено в подзоне дубово-темнохвойных лесов. Наиболее лесистые (до 50 %) песчаные низины, где произрастают сосновые, часто заболоченные леса. На донно-моренных равнинах еловые и широколиственно-еловые леса, распространены мелколиственные леса из берёзы, осины, ольхи серой. В заболоченных понижениях леса из ольхи чёрной, берёзы пушистой. Болота в основном верховые. Березинский биосферный заповедник. Заказники: Голубые озёра, Козьянский охотничий заказник, Ельня, Межозёрный ландшафтный заказник.

## Ландшафты
Поозёрская провинция озёрно-ледниковых, моренно-озёрных и холмисто-моренно-озёрных ландшафтов — индивидуальный природно-территориальный комплекс ранга ландшафтной провинции, выделяемый в системе ландшафтного районирования Беларуси.
Расположена на севере республики и простирается на юг до линии Сморгонь—Докшицы—Лепель—Сенно. Небольшим участком представлена также на крайнем северо-западе в районе Гродно. Занимает 18,7 % территории Беларуси.
Провинция выделяется распространением подтаёжных ландшафтов, характеризующихся рядом особенностей, наложивших отпечаток на природу всей провинции. Для Поозёрья наиболее типичны средневысотные и низменные, несколько в меньшей степени возвышенные ландшафты. Однако своеобразие ландшафтной структуры определяют ландшафты всего нескольких родов. Это в первую очередь, озёрно-ледниковые ПТК, представленные примерно на 1/3 площади провинции. Далее следуют моренно-озёрные и холмисто-моренно-озёрные ландшафты. На долю доминирующих ПТК приходится около 70 % территории. Среди прочих довольно значительно участие водно-ледниковых с озёрами и камово-моренно-озёрных ландшафтов.